# Янчук Надія Володимирівна
Надія Володимирівна Янчук (25 березня 1961, с. Шубків Рівненського району Рівненської області) — українська письменниця і педагог.

## Життєпис
Янчук Надія Володимирівна народилася 25 березня 1961 року у с. Шубків Рівненської області.
У 1978 році закінчила Тучинську середню школу вступила до Рівненського державного педагогічного інституту на педагогічний факультет, дошкільне відділення. У 1982 році по закінченні вузу була направлена на роботу вихователькою у Гощанський дитсадок «Малятко». У 1984 році переведена у Тучинський дитячий садок-ясла «Дзвіночок» на посаду завідувача. У 2016 році здобула другу вищу освіту у Міжнародному економіко-гуманітарному університеті ім. академіка С. Дем'янчука.
У 1980-х роках двічі обиралась депутатом сільської ради, а більше десятка років є членом виконкому Тучинської сільської ради в комісії по освіті, культурі й спорту, піклувальній раді. У період з 2015—2017 роки була членом Громадської ради при Гощанській райдержадміністрації.
У 2010 році прийнята у Спілку журналістів України. 9 лютого 2015 року обрана головою Гощанської районної організації Спілки журналістів України.
Більше 25 років є учасником народного самодіяльного хорового колективу «Явір і Яворина» при Тучинському ЦНТДР.

## Творчість
У 2008 році Надія Янчук створила літературно-мистецький колектив «Тучинський передзвін» і видає із співавторами альманах «Тучинський передзвін» (2008 р., 2010 р., 2012 р.). Член літературно-мистецького об'єднання «Веселка» при Гощанській районній газеті «Рідний край». Друкувалася в районній газеті «Рідний край», збірнику-літописі «Вчительська доля» (2009 р.), в газетах «Літопис Заходу», «Вільне слово», «За відродження», «Слово і час», «Вісті Рівненщини», «Незалежні».
Постійно друкує твори у всеукраїнських фахових виданнях «Дошкільне виховання», «Палітра педагога», «Бібліотечка вихователя» та ін.
Видала збірки поезій «Травневі каштани» (2010 р.), «Зоряна ніч», «Колядує Україна» (2011—2014 рр.), казок «Казочка про неслухняного їжачка», «Чарівні казки».

## Нагороди
Лауреат районного рейтингу громадського визнання «Звитяга» у номінації «Керманич освітянського закладу» (2005 р.), переможець районного і лауреат І обласного конкурсу-ярмарку педагогічної творчості в номінації «Дошкільна освіта» (2010 р., 2012 р., 2014 р.).
Переможець обласного конкурсу поезій "Освідчуйтеся з «Літописом» (2008 р.), призер районного конкурсу поезій до Дня закоханих (2009 р.), переможець обласного літературного конкурсу «Перло многоцінне» (2010 р.), переможець обласного конкурсу журналістів Рівненської області в номінації «Кращий громадський кореспондент Рівненської області» (2010 р.), переможець районного літературного конкурсу імені Р. Журомського (2013 р.).